# Жайро ди Маседу да Силва
Жайро ди Маседу да Силва (порт. Jairo de Macedo da Silva; 6 мая 1992, Рио-де-Жанейро, Бразилия) — бразильский футболист, нападающий клуба «Пафос».

## Карьера
Начал свою карьеру в бразильском клубе «Ботафого». В январе 2011 года был отдан в аренду с последующим выкупом родному клубу «Мадурейра». 8 января 2014 года был отдан в аренду словацкой «Тренчине» так же с последующим выкупом. 8 августа 2015 года был продан греческому клубу «ПАОК». Спустя год 31 августа 2016 года был отдан в аренду греческому клубу «Яннина». 8 августа 2017 года на правах аренды перешёл в молдавский «Шериф».

## Достижения
«Тренчин»
- Чемпион Словакии: 2014/15
- Вице-чемпион Словакии: 2013/14
- Кубок Словакии: 2014/15

«Шериф»
- Чемпион Молдавии: 2017